# Filadelfo
Filadelfo  è un nome proprio di persona italiano maschile.

## Varianti
- Maschili: Filadelfio, Filodelfo
  - Ipocoristici: Filelfo[2]
- Femminili: Filadelfa, Filadelfia

### Varianti in altre lingue
- Catalano: Filadelf
- Croato: Filadelf
- Francese: Philadelphe
- Greco antico: Φιλάδελφος (Philadelphos)
- Greco moderno: Φιλαδέλφος (Filadelfos)
- Latino: Philadelphus[1]
- Lituano: Filadefas
- Portoghese: Filadelfo
- Russo: Филадельф (Filadel'f)
- Spagnolo: Filadelfo
- Ungherese: Philadelphosz

## Origine e diffusione
Deriva dal nome greco Φιλάδελφος (Philadelphos), latinizzato in Philadelphus. È formato da φιλεῖν (philein, "amare") o φίλος (philos, "amico") e ἀδελφός (adelphos, "fratello"), quindi significa "che ama i fratelli". 
È un nome comune in Sicilia, in particolare nella zona di Lentini, per il culto dell'omonimo santo.

## Onomastico
L'onomastico si festeggia in genere il 10 maggio in memoria di san Filadelfo di Vaste e Lentini, martire insieme con i fratelli sant'Alfio e san Cirino; si ricorda con questo nome anche san Filadelfo, martire in Africa, il 2 settembre.

## Persone
- Tolomeo II detto Filadelfo, re d'Egitto
- Filadelfo di Lentini, santo romano
- Filadelfo di Pattano, religioso e santo italiano
- Filadelfo Insolera, matematico e statistico italiano
- Filadelfo Mugnos, storico italiano
- Filadelfo Simi, pittore e scultore italiano

### Variante Filadelfio
- Filadelfio Aparo, poliziotto italiano
- Filadelfio Caroniti, funzionario e politico italiano

### Altre varianti
- Philadelpho Menezes, poeta brasiliano